# Ptyas herminae
Ptyas herminae är en ormart som beskrevs av Oskar Boettger 1895. Ptyas herminae ingår i släktet Ptyas och familjen snokar. Inga underarter finns listade i Catalogue of Life.
Med artepitet i det vetenskapliga namnet hedrade Oskar Boettger sin hustru Hermine.
Denna orm förekommer på Yaeyamaöarna (del av Ryukyuöarna) som tillhör Japan och som ligger direkt öster om Taiwan. Arten lever i olika slags skogar som fuktiga och städsegröna lövskogar, brukade skogar med löv- och barrträd samt i torra buskskogar. Pytas herminae hittas i öarna låga och bergiga delar. Den äter jordlevande maskar. Enligt en studie från 2014 lägger honor under augusti cirka åtta ägg. Andra marklevande ormar på Ryukyuöarna lägger sina ägg tidigare under året.
Flera individer dödas av introducerade fiender som mårddjuret Mustela itatsi, påfågel och agapadda. Hela populationen antas vara stor. IUCN kategoriserar arten globalt som livskraftig (LC).